# Przeradz (Miastko)
Przeradz (deutsch Heinrichsdorf) ist ein Dorf in der Stadt- und Landgemeinde Miastko (Rummelsburg) im Powiat Bytowski (Bütower Kreis) der polnischen Woiwodschaft Pommern.

## Geographische Lage
Das Dorf liegt in Hinterpommern, am Oberlauf der Zahne, eines linken Zuflusses der Küddow, etwa neun Kilometer südlich von Miastko (Rummelsburg i. Pom.), zehn Kilometer ostnordöstlich von Biały Bór (Baldenburg) und fünf Kilometer südsüdöstlich des Dorfs Miłocice (Falkenhagen).

## Geschichte

Heinrichsdorf mit Vorwerk Ksrlsberg, südlich von Rummelsburg und südsüdöstlich des Dorfs Falkenhagen, auf einer Landkarte von 1915 (unterer Bildrand)

Das Gut Heinrichsdorf war ehemals ein altes Massowsches Lehen, in dessen Besitz sich seit Mitte des 17. Jahrhunderts mehrere Familien abgewechselten und das durch einen Erbvertrag vom 14. Mai 1779 per Los der Erbin Friederica Charlotta von Zastrow zufiel, die sich am 17. Juni 1783 mit dem Lieutenant Christian Friedrich von Lettow zu Mühlenkamp vermählte. Laut Vasallen-Tabelle befand sich das Gut 1796 im Besitz eines Johann Peter von Joeden (auch Jöden und Goeden), der 1804 als 47 Jahre alter, in Grabow in Westpreußen sesshafter Besitzer verzeichnet ist.
Am 18. Dezember 1841 wurde das Gut für 22.000 Taler an Johann Ludwig Huschka verkauft.
1855 war das Lehen Heinrichsdorf von einem Herrn Petro aufgekauft worden. Laut den Verzeichnissen der Pommerschen Ritterschaft befand sich das inzwischen allodifizierte Gut Heinrichsdorf am 1. Januar 1862 im Besitz eines Böhme, der es 1857 käuflich erworben hatte. Im Jahr 1884 befand sich das Rittergut Heinrichsdorf im Besitz eines Gottschalk, 1892 im Besitz eines Schönwetter in Berlin.
Am 1. Dezember 1913 wurden auf der 120,1 Hektar großen Gemarkungsfläche der Landgemeinde Heinrichsdorf fünf viehhaltende Haushaltungen gezählt und auf dem 586,6 Hektar umfassenden Gut Heinrichsdorf zwölf viehhaltende Haushaltungen.
Am 1. April 1927 hatte das Gut Heinrichsdorf eine Flächengröße von 587 Hektar, und am 16. Juni 1925 hatte der Gutsbezirk 141 Einwohner. Am 30. September 1928 wurde der Gutsbezirk Heinrichsdorf in die Landgemeinde Heinrichsdorf eingegliedert.
Anfang der 1930er Jahre hatte die Landgemeinde Heinrichsdorf eine Flächengröße von 7,1 km². Innerhalb der Gemeindegrenzen standen zusammen 16 bewohnte Wohnhäuser an zwei verschiedenen Wohnstätten:
1. Heinrichsdorf
2. Karlsberg

Die Landgemeinde Henrichsdorf gehörte im Jahr 1945 zum Landkreis Rummelsburg im Regierungsbezirk Köslin der preußischen Provinz Pommern des Deutschen Reichs und war dem Amtsbezirk Falkenhagen zugeordnet. Das Standesamt befand sich in Falkenhagen.
Gegen Ende des Zweiten Weltkriegs wurde Heinrichsdorf Anfang März 1945 von der Roten Aee besetzt. Danach wurde Heinrichsdorf zusammen mit ganz Hinterpommern von der Sowjetunion der Volksrepublik Polen zur Verwaltung überlassen. In der Folgezeit wurde die einheimische Bevölkerung von der polnischen Administration aus Heinrichsdorf vertrieben. Der Ortsname Heinrichsdorf wurde zu „Przeradz“ polonisiert.

### Demographie
| Jahr | Einwohner | Anmerkungen |
| ---- | --------- | --- |
| 1872 | –         | adliges Dorf, mit einem Vorwerk, zwei Halbauern, vier Kossäten, einem Krug, einem Schulmeister und zwanzig Feuerstellen (Haushaltungen) sowie Holzungen und Fischerei in Seen und in der Zahne, zu Reinfeld in der Schlaweschen Synode eingepfarrt |
| 1818 | 068       | Dorf, adlige Besitzung, zum Kirchspiel Falkenhagen gehörig |
| 1825 | 096       | Dorf an der Zahne, mit den Vorwerken Karlsberg, Papenland und Neu-Wiesenberg |
| 1852 | 133       | Dorf |
| 1864 | 121       | am 3. Dezember, davon 30 im Gemeinebezirk und 91 im Gutsbezirk, mit einem Flächeninhalt von 287,59 Morgen im Gemeindebezirk und 1252,17 Morgen im Gutsbezirk                                                                                       |
| 1867 | 122       | am 3. Dezember, davon 42 im Gemeindebezirk und 80 im Gutsbezirk |
| 1871 | 137       | am 1. Dezember, davon 42 im Gemeindebezirk (sämtlich Evangelische) und im 95 Gutsbezirk (sämtlich Evangelische) |
| 1885 | 115       | am 1. Dezember, Gemeindebezirk mit einem Flächeninhalt von 120 Hektar und 41 Einwohnern (sämtlich Evangelische) sowie Gutsbezirk mit einem Flächeninhalt von 587 Hektar und 74 Einwohnern (sämtlich Evangelische)                                  |
| 1895 | 101       | am 2. Dezember, Gemeindebezirk mit einem Flächeninhalt von 119,6 Hektar und 40 Einwohnern (sämtlich Evangelische) sowie Gutsbezirk mit einem Flächeninhalt von 587,0 Hektar und 61 Einwohnern (52 Evangelische, neun Katholiken)                   |
| 1910 | 147       | am 1. Dezember, davon 33 im Gemeindebezirk und 114 im Gutsbezirk |
| 1925 | 176       | darunter 164 Evangelische und zwölf Katholiken |
| 1933 | 136       | [ 20 ] |
| 1939 | 132       | [ 20 ] |

## Kirche

### Kirchspiel bis 1945
Die vor 1945 in Heinrichsdorf anwesenden Dorfbewohner waren größtenteils evangelischer Konfession. Die evangelischen Einwohner gehörten zum evangelischen Kirchspiel Falkenhagen im Kirchenkreis Schlawe in der Kirchenprovinz Pommern der Evangelischen Kirche der Altpreußischen Union.
Das katholische Kirchspiel war in Rummelsburg i. Pom.

### Kirchspiel seit 1946
Die seit 1945 und Vertreibung der Einheimischen hier lebende polnische Dorfbevölkerung ist größtenteils römisch-katholisch und gehört der Römisch-katholischen Kirche in Polen an.
Hier lebenden evangelische Kirchenglieder werden von der Evangelisch-Augsburgischen Kirche in Polen betreut. Das zuständige Pfarramt ist das der Kreuzkirche in Słupsk (Stolp).